# Ralph Cochrane
Pour les articles homonymes, voir Cochrane.
Ralph Cochrane, né le 24 février 1895 à Crawford Priory (Fife) et mort le 17 décembre 1977 à Burford (Oxfordshire) est un officier britannique de la Royal Air Force. 
Après des études pour devenir officier de marine, il rejoint le Royal Naval Air Service durant la Première Guerre mondiale. Il est alors assigné aux dirigeables militaires, devenant pilote d'essai sur la fin de la guerre. Il rejoint la Royal Air Force en 1918.
Il est connu pour son rôle dans l'opération Chastise, le célèbre raid des « Dambusters ».

## Jeunesse
Ralph Alexander Cochrane nait le 24 février 1895 dans le village écossais de Crawford Priory (Springfield), dans le Fife, près de Cupar. Il est le fils cadet de Thomas Cochrane, 1er baron Cochrane de Cults et de Gertrude Julia Georgina Boyle, fille de George Boyle, 6e comte de Glasgow,.

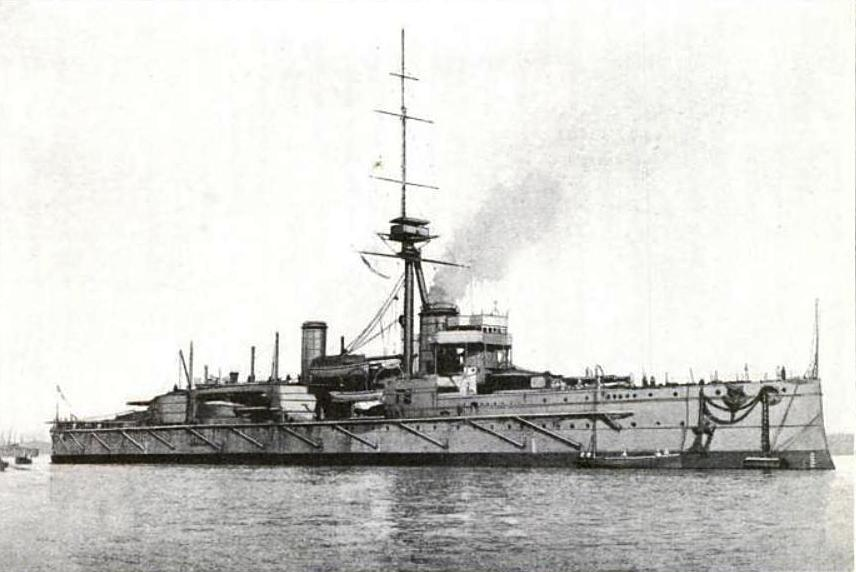
HMS Colossus en 1910.

Après des études à la Ardvreck School (en) de Crieff, dans le Perthshire, il rejoint le Royal Naval College à Osborne en 1908, et, deux ans plus tard, le Royal Naval College à Dartmouth pour devenir officier de marine,. Il s'agit d'une tradition familiale, certains de ces ancêtres ayant été amiraux. À Osborne, Cochrane s'applique et obtient de très bons résultats. Il y rencontre le futur Édouard VIII et son jeune frère, qui deviendra George VI. À Dartmouth, ses résultats restent excellents et fait partie des meilleurs élèves de sa classe. Toutefois, il est atteint du mal de mer. Le 15 septembre 1912, il est engagé dans la Royal Navy en tant que midshipman sur le HMS Colossus (en).
À bord, il s'occupe des transmissions, et des données de télémétrie pour les canons. La Première Guerre mondiale approchant, le navire est envoyé dans la baie de Scapa Flow pour y effectuer des patrouilles.

## Première Guerre mondiale
En 1915, au début de guerre, un communiqué est reçu à bord du Colossus demandant trente officiers subalternes pour des tâches spéciales. Chargé de remettre le message au capitaine du navire, Cochrane le lit et, en remettant le papier, demande sa mutation. Elle est acceptée et il est transféré dans le Royal Naval Air Service comme flight sub-lieutenant. Il y découvre l'émergence des dirigeables militaires. Il est formé au No.1 Balloon Training Wing RNAS. Il devient ensuite pilote et doit faire face à divers problèmes, les dirigeables étant des engins encore experimentaux,. Promu flight lieutenant en 1916, il ne voit pas le front et est envoyé comme pilote d'essai à Kingsnorth,,. Il travaille notamment avec Barnes Wallis, ingénieur, avec qu'il retrouvera durant la Seconde Guerre mondiale, durant l'opération Chastisse. En avril 1918, il est transféré vers la nouvellement créée Royal Air Force.

## Entre-deux-guerres
Il reste dans l'armée de l'air après la guerre et reçoit en janvier 1919 l'Air Force Cross pour sa bravoure,. En janvier 1920, il est rayé de la liste de la marine et reçoit une commission dans la Royal Air Force,. 
Il rejoint l'Air Ministry en mai 1920 dans le département recherche.
Il occupe divers postes d'état-major et commande le No. 3 Squadron (en) à partir de 1924 avant de suivre les cours au RAF Staff College et de commander le No. 8 Squadron (en) à partir de 1929. En 1935, il suit les cours de l'Imperial Defence College.
À la demande du group captain T. M. Wilkes, directeur des services aériens de Nouvelle-Zélande, le ministère de l'Air envoie Cochrane en Nouvelle-Zélande en 1936 en tant que conseiller pour la mise en place d'un service d'aviation militaire indépendant de l'armée. Son rapport et ses recommandations sont publiés à la fin de l'année et conduisent à la création de la force aérienne royale néo-zélandaise (RNZAF). Il est ensuite invité à diriger la mise en place de la RNZAF et, le 1er avril 1937, il en est nommé chief of the Air Staff (CAS), avec le grade de group captain. Au cours des deux années suivantes, il travaille à l'expansion de la RNZAF conformément à ses recommandations, notamment à la création d'une école de pilotage à la base aérienne de Wigram. En mars 1939, son mandat de CAS prend fin.

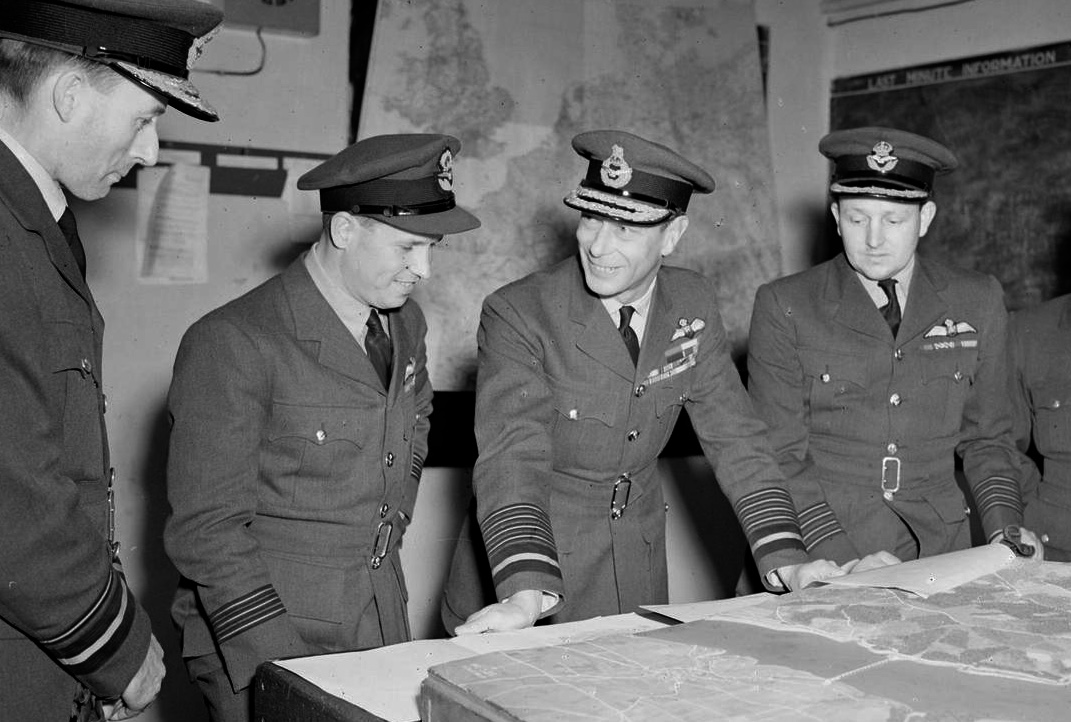
L'air vice-marshal Ralph Cochrane, le wing commander Guy Gibson, le roi George VI et le group captain John Whitworth discutant du raid des Dambusters en mai 1943.

## La Seconde Guerre mondiale et les années d'après-guerre
En février 1945, Cochrane devient Air officer commanding du RAF Transport Command, poste qu'il occupe jusqu'en 1947, date à laquelle il devient Air officer commanding du RAF Flying Training Command. Pendant cette période, il gère le pont aérien de Berlin. En 1950, Cochrane est nommé Vice-Chief of the Air Staff. Ralph Cochrane prend sa retraite en 1952. Après sa retraite, il se lance dans le monde des affaires, notamment en tant que directeur de Rolls-Royce. Il est également président de RJM exports, qui fabrique des modèles scientifiques et qui est aujourd'hui connue sous le nom de Cochranes of Oxford.
Il meurt le 17 décembre 1977 à Burford, dans l'Oxfordshire. Il est enterré à Cupar, dans le Fife.

## Distinctions et prix
Dans les honneurs du Nouvel An 1939 néo-zélandais, Cochrane est nommé Commandeur de l'Ordre de l'Empire britannique (division militaire). Dans la liste des honneurs du Nouvel An 1943, Cochrane est nommé Compagnon de l'Ordre du Bain (Division militaire). Dans la liste des honneurs du Nouvel An 1945, il est nommé Chevalier commandeur de l'Ordre de l'Empire britannique. Dans la liste des honneurs de l'anniversaire du roi de 1948, il est nommé Chevalier commandeur de l'Ordre du Bain. En 1950, il est nommé Chevalier Grand-Croix de l'Ordre de l'Empire britannique dans le cadre des honneurs rendus à l'occasion de l'anniversaire du roi.